# 量子纏結
量子糾纏，即在量子力學裏，當幾個基礎粒子在彼此相互作用後，由於各個粒子所擁有的特性已綜合成為整體性質，無法單獨描述各個粒子的性質，只能描述整體系統的性質，則稱這現象為量子纏結或量子糾纏（quantum entanglement）。量子糾纏是一種純粹發生於量子系統的現象；在經典力學裏，找不到類似的現象:121。
假若對於兩個相互糾纏的基礎粒子分別測量其物理性質，像位置、動量、自旋、偏振等，則會發現量子關聯現象。例如，假設一個零自旋粒子衰變為兩個以相反方向移動分離的粒子。沿著某特定方向，對於其中一個粒子測量自旋，假若得到結果為上旋，則另外一個粒子的自旋必定為下旋，假若得到結果為下旋，則另外一個粒子的自旋必定為上旋；更特別地是，假設沿著兩個不同方向分別測量兩個粒子的自旋，則會發現結果違反貝爾不等式；除此以外，還會出現貌似佯谬般的現象：當對其中一個粒子做測量，另外一個粒子似乎知道測量動作的發生與結果，儘管尚未發現任何傳遞信息的機制，儘管兩個粒子相隔甚遠。
阿爾伯特·愛因斯坦、鮑里斯·波多爾斯基和納森·羅森於1935年發表的爱因斯坦-波多尔斯基-罗森佯谬（EPR佯谬）論述到上述現象。埃爾溫·薛丁格稍後也發表幾篇關於量子糾纏的論文，並且給出「量子糾纏」這一術語。愛因斯坦認為這種行為違背定域實在論，稱之為「鬼魅般的超距作用」(spooky action at a distance)，他總結，量子力學的標準表述不具完備性。然而，多年來完成的多個實驗證實量子力學的反直覺預言正確無誤，還檢試出定域實在論不可能正確。甚至當對於兩個粒子分別做測量的時間間隔，比光波傳播於兩個測量位置所需的時間間隔還短暫之時，這現象依然發生，也就是說，量子糾纏的作用速度比光速還快。最近完成的一項實驗顯示，量子糾纏的作用速度至少比光速快10,000倍。這還只是速度下限。根據量子理論，測量的效應具有瞬時性質:421-422。可是，這效應不能被用來以超光速傳輸經典信息，因此并不違反因果律:428。詳情見通信禁律一文。
量子糾纏是很熱門的研究領域。像光子、電子一類的微觀粒子，或者像分子、巴克明斯特富勒烯、甚至像小鑽石一類的介觀粒子，都可以觀察到量子糾纏現象:263-270。現今，研究焦點已轉至應用性階段，即在通訊、計算機領域的用途:150，然而，物理學者仍舊不清楚量子糾纏的基礎機制。

## 歷史

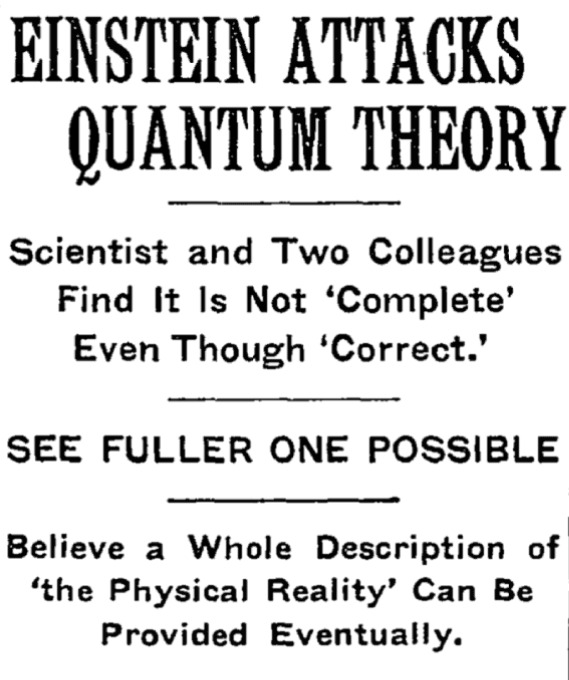
1935年5月4日，紐約時報首頁的頭條新聞標題，有關愛因斯坦-波多爾斯基-羅森佯谬(EPR佯谬)。

1935年，在普林斯頓高等研究院，愛因斯坦、博士後羅森、研究員波多爾斯基合作完成論文《物理實在的量子力學描述能否被認為是完備的？》，並且將這篇論文發表於5月份的《物理評論》:303。這是最早探討量子力學理論對於強關聯系統所做的反直覺預測的一篇論文。在這篇論文裏，他們詳細表述EPR佯谬，試圖藉著一個思想實驗來論述量子力學的不完備性質。他們並沒有更進一步研究量子糾纏的特性。
薛丁格閱讀完畢EPR論文之後，有很多心得感想，他用德文寫了一封信給愛因斯坦，在這封信裏，他最先使用了術語Verschränkung（他自己將之翻譯為「糾纏」），這是為了要形容在EPR思想實驗裏，兩個暫時耦合的粒子，不再耦合之後彼此之間仍舊維持的關聯:313。不久之後，薛丁格發表了一篇重要論文，對於「量子糾纏」這術語給予定義，並且研究探索相關概念。薛丁格體會到這概念的重要性，他表明，量子糾纏不只是量子力學的某個很有意思的性質，而是量子力學的特徵性質；量子糾纏在量子力學與經典思路之間做了一個完全切割。如同愛因斯坦一樣，薛丁格對於量子糾纏的概念並不滿意，因為量子糾纏似乎違反在相對論中對於信息傳遞所設定的速度極限。後來，愛因斯坦更譏諷量子糾纏為鬼魅般的超距作用。
EPR論文很顯然地引起了眾多物理學者的興趣，啟發他們探討量子力學的基礎理論。但是除了這方面以外，物理學者認為這論題與現代量子力學並沒有甚麼牽扯，在之後很長一段時間，物理學術界並沒有特別重視這論題，也沒有發現EPR論文可能有甚麼重大瑕疵:38。EPR論文試圖建立定域性隱變量理論來替代量子力學理論。1964年，約翰·貝爾提出論文表明，對於EPR思想實驗，量子力學的預測明顯地不同於定域性隱變量理論。概略而言，假若測量兩個粒子分別沿著不同軸向的自旋，則量子力學得到的統計關聯性結果比定域性隱變量理論要強很多，貝爾不等式定性地給出這差別，做實驗應該可以偵測出這差別
。因此，物理學者做了很多檢試貝爾不等式的實驗。
1972年，约翰·克劳泽與史達特·弗利曼（Stuart Freedman）首先完成這種檢試實驗。1982年，阿蘭·阿斯佩的博士論文是以這種檢試實驗為題目。他們得到的實驗結果符合量子力學的預測，不符合定域性隱變量理論的預測，因此證實定域性隱變量理論不成立。但是，至今為止，每一個相關實驗都存在有漏洞，這造成了實驗的正確性遭到質疑，在作總結之前，還需要完成更多精確的實驗。
這些年來，眾多的卓越研究結果促成了應用這些超強關聯來傳遞信息的可能性，從而導致了量子密碼學的成功發展，最著名的有查尔斯·贝内特（Charles Bennett）與吉勒·布拉薩（Gilles Brassard）發明的BB84協議、阿圖爾·艾克特（Artur Eckert）發明的E91協議。
2017年6月16日，量子科学实验卫星墨子號首先成功實現，兩個量子纠缠光子被分发到相距超過1200公里的距離後，仍可繼續保持其量子糾纏的狀態。
2018年4月25日，芬蘭阿爾托大學教授麥卡·習嵐帕（Mika Sillanpää）領導的實驗團隊成功地量子糾纏了兩個獨自振動的鼓膜。每個鼓膜的寬度只有15微米，約為頭髮的寬度，是由1015個金屬鋁原子製成。通過超導微波電路，在接近絕對零度（-273°C）下，兩個鼓膜持續進行了約30分鐘的互動。這實驗演示出巨觀的量子糾纏。

## 基本概念
假設一個零自旋中性π介子衰變成一個電子與一個正電子:421-422。這兩個衰變產物各自朝著相反方向移動。電子移動到區域A，在那裏的觀察者「愛麗絲」會觀測電子沿著某特定軸向的自旋；正電子移動到區域B，在那裏的觀察者「鮑勃」也會觀測正電子沿著同樣軸向的自旋。在測量之前，這兩個糾纏粒子共同形成了零自旋的「糾纏態」{\displaystyle \left|\psi \right\rangle }，是兩個直積態（product state）的疊加，以狄拉克標記表示為
{\displaystyle \left|\psi \right\rangle ={\frac {1}{\sqrt {2}}}{\bigg (}\left|\uparrow \right\rangle \otimes \left|\downarrow \right\rangle -\left|\downarrow \right\rangle \otimes \left|\uparrow \right\rangle {\bigg )}}；
其中，{\displaystyle \left|\uparrow \right\rangle }、{\displaystyle \left|\downarrow \right\rangle }分別表示粒子的自旋為上旋或下旋。
在圓括弧內的第一項{\displaystyle \left|\uparrow \right\rangle \otimes \left|\downarrow \right\rangle }表明，電子的自旋為上旋若且唯若正電子的自旋為下旋；第二項{\displaystyle \left|\downarrow \right\rangle \otimes \left|\uparrow \right\rangle }表明，電子的自旋為下旋若且唯若正電子的自旋為上旋。兩種狀況疊加在一起，每一種狀況都有可能發生，不能確定到底哪種狀況會發生，因此，電子與正電子糾纏在一起，形成糾纏態。假若不做測量，則無法知道這兩個粒子中任何一個粒子的自旋，根據哥本哈根詮釋，這性質並不存在。這單態的兩個粒子相互反關聯，對於兩個粒子的自旋分別做測量，假若電子的自旋為上旋，則正電子的自旋為下旋，反之亦然；假若電子的自旋下旋，則正電子自旋為上旋，反之亦然。量子力學不能預測到底是哪一組數值，但是量子力學可以預言，獲得任何一組數值的概率為50%:421-422。
愛麗絲測量電子的自旋，她可能會得到兩種結果：上旋或下旋，假若她得到上旋，則根據哥本哈根詮釋，糾纏態塌縮為第一個項目所代表的量子態{\displaystyle \left|\uparrow \right\rangle \otimes \left|\downarrow \right\rangle }，隨後，鮑勃測量正電子的自旋，他會得到下旋的概率為100%；類似地，假若愛麗絲測量的結果為下旋，則糾纏態塌縮為第二個項目所代表的量子態{\displaystyle \left|\downarrow \right\rangle \otimes \left|\uparrow \right\rangle }，隨後鮑勃會測量得到上旋。
設想一個類比的經典統計學實驗，將一枚硬幣沿著圓周切成兩半，一半是正面，另一半是反面，將這兩枚半幣分別置入兩個信封，然後隨機交給愛麗絲與鮑勃。假若愛麗絲打開信封，查看她得到的是哪種硬幣，她將無法預測這結果，因為得到正面或反面的機率各為50%。鮑勃也會遇到同樣的狀況。可以確定的是，假若愛麗絲得到正面，則鮑勃會得到反面；假若愛麗絲得到反面，則鮑勃會得到正面。這件事完全地反關聯。
在先前的量子糾纏實驗裏，愛麗絲與鮑勃分別測量粒子沿著同樣軸向的自旋，雖然這涉及到量子關聯，他們仍舊會得到與經典關聯實驗同樣的結果。怎樣區分量子關聯與經典關聯？假若愛麗絲與鮑勃分別測量粒子沿著不同軸向的自旋，而不是沿著同樣軸向，然後檢驗實驗數據是否遵守貝爾不等式，則他們會發覺，量子糾纏系統必定違反貝爾不等式，而經典物理系統必定遵守貝爾不等式。因此，貝爾不等式乃是一種很靈敏的偵測量子糾纏的工具。量子糾纏實驗所涉及的量子關聯現象無法用經典統計物理學概念來解釋，在經典統計物理學裏，找不到類似案例:61-65。
粒子沿著不同軸向的自旋彼此之間是不相容可觀察量，對於這些不相容可觀察量作測量必定不能同時得到明確結果，這是量子力學的一個基礎理論。在經典力學裏，這基礎理論毫無意義，理論而言，任何粒子性質都可以被測量至任意準確度。貝爾定理意味著一個事實，一個已被實驗檢試的事實，即對兩個不相容可觀察量做測量得到的結果不遵守貝爾不等式。因此，基礎而言，量子糾纏是個非經典現象。
不確定性原理的維持必須倚賴量子糾纏機制。例如，設想先前的一個零自旋中性π介子衰變案例，兩個衰變產物各自朝著相反方向移動，現在分別測量電子的位置與正電子的動量，假若量子糾纏機制不存在，則可藉著守恆定律預測兩個粒子各自的位置與動量，這違反了不確定性原理。由於量子糾纏機制，粒子的位置與動量遵守不確定性原理。
從以相對論性速度移動的兩個參考系分別測量兩個糾纏粒子的物理性質，儘管在每一個參考系，測量兩個粒子的時間順序不同，獲得的實驗數據仍舊違反貝爾不等式，仍舊能夠可靠地複製出兩個糾纏粒子的量子關聯。

## 數學表述
以下各小節是為那些具有量子力學正式的數學描述的一個良好的工作知識的讀者而寫，包括文章推导中熟悉的形式和理論框架：狄拉克符号(BRA-KET符號)和量子力學的數學表述。本章節涉及到密度算符概念，若不熟悉密度算符相關概念，請先閱讀條目密度算符。

### 嚴格定義
假設一個複合系統是由兩個子系統A、B所組成，這兩個子系統A、B的希爾伯特空間分別為{\displaystyle H_{A}}、{\displaystyle H_{B}}，則複合系統的希爾伯特空間{\displaystyle H_{AB}}為張量積
{\displaystyle H_{AB}=H_{A}\otimes H_{B}}。
設定子系統A、B的量子態分別為{\displaystyle |\alpha \rangle _{A}}、{\displaystyle |\beta \rangle _{B}}，假若複合系統的量子態{\displaystyle |\psi \rangle _{AB}}不能寫為張量積{\displaystyle |\alpha \rangle _{A}\otimes |\beta \rangle _{B}}，則稱這複合系統為子系統A、B的纏結系統，兩個子系統A、B相互纏結。

### 純態
假設一個複合系統是由兩個不相互作用的子系統A、B所組成，子系統A、B的量子態分別為{\displaystyle |\alpha \rangle _{A}}、{\displaystyle |\beta \rangle _{B}}，則複合系統的量子態{\displaystyle |\psi \rangle _{AB}}為
{\displaystyle |\psi \rangle _{AB}=|\alpha \rangle _{A}\otimes |\beta \rangle _{B}}。
這種形式的量子態稱為直積態（product state）。量子態{\displaystyle |\psi \rangle _{AB}}具有可分性（separability），是「可分態」。對於子系統A做測量，必定不會影響到子系統B；反之亦然。因此，對於這種複合系統，測量任意子系統的可觀察量時，不必考慮到另外一個子系統。
假設子系統A、B相互耦合，則複合系統的量子態{\displaystyle |\psi \rangle _{AB}}不能用單獨一項直積態表示，必須用多項直積態的量子疊加表示。量子態{\displaystyle |\psi \rangle _{AB}}不具有可分性，是「糾纏態」。假設{\displaystyle \{|a_{i}\rangle _{A}\}}、{\displaystyle \{|b_{j}\rangle _{B}\}}分別為希爾伯特空間{\displaystyle H_{A}}、{\displaystyle H_{B}}的規範正交基。在希爾伯特空間{\displaystyle H_{A}\otimes H_{B}}裏，這複合系統的量子態{\displaystyle |\psi \rangle _{AB}}可以表示為
{\displaystyle |\psi \rangle _{AB}=\sum _{i,j}c_{ij}|a_{i}\rangle _{A}\otimes |b_{j}\rangle _{B}}；
其中，{\displaystyle c_{ij}}是複係數。
例如，假設{\displaystyle |0\rangle _{A}}、{\displaystyle |1\rangle _{A}}分別為規範正交基{\displaystyle \{|a_{i}\rangle _{A}\}}的基底向量，{\displaystyle |0\rangle _{B}}、{\displaystyle |1\rangle _{B}}分別為規範正交基{\displaystyle \{|b_{j}\rangle _{B}\}}的基底向量。以下形式的量子態是一個糾纏態{\displaystyle |\psi \rangle _{AB}}：
{\displaystyle |\psi \rangle _{AB}={1 \over {\sqrt {2}}}{\bigg (}|0\rangle _{A}\otimes |1\rangle _{B}-|1\rangle _{A}\otimes |0\rangle _{B}{\bigg )}}。
現在假設愛麗絲、鮑勃分別是子系統A、B的觀察者，規範正交基{\displaystyle \{|a_{i}\rangle _{A}\}}的基底向量{\displaystyle |0\rangle _{A}}、{\displaystyle |1\rangle _{A}}為可觀察量{\displaystyle O_{A}}的本徵態向量，對應的本徵值分別為{\displaystyle 0}、{\displaystyle 1}。規範正交基{\displaystyle \{|b_{j}\rangle _{B}\}}的基底向量{\displaystyle |0\rangle _{B}}、{\displaystyle |1\rangle _{B}}為可觀察量{\displaystyle O_{B}}的本徵態向量，對應的本徵值分別為{\displaystyle 0}、{\displaystyle 1}。假設愛麗絲測量可觀察量{\displaystyle O_{A}}，則結果可能有兩種結果，每一種結果發生的機率相同，都是50%：
1. 愛麗絲測量可觀察量{\displaystyle O_{A}}的結果為0，量子態塌縮為{\displaystyle |0\rangle _{A}|1\rangle _{B}}，那麼，鮑勃在之後測量可觀察量{\displaystyle O_{B}}的結果為1。
2. 愛麗絲測量可觀察量{\displaystyle O_{A}}的結果為1，量子態塌縮為{\displaystyle |1\rangle _{A}|0\rangle _{B}}，那麼，鮑勃在之後測量可觀察量{\displaystyle O_{B}}的結果為0。

由此可見，愛麗絲對子系統A測量可觀察量{\displaystyle O_{A}}這定域動作改變了子系統B，儘管子系統A、B之間可能相隔很長一段距離，這就是兩個子系統量子糾纏的現象。更詳盡內容，請參閱EPR佯谬。
由於愛麗絲測量得到的結果具有隨機性，愛麗絲不知道複合系統會怎樣塌縮，她不能夠以超光速傳遞這信息給鮑勃，因此，沒有違反因果性（causality）。更詳盡內容，請參閱不可通訊定理（no-communication theorem）。

### 混合態
混合態是由幾種純態依照統計機率組成的量子態。假設一個量子系統處於純態{\displaystyle |\psi _{1}\rangle }、{\displaystyle |\psi _{2}\rangle }、{\displaystyle |\psi _{3}\rangle }、……的機率分別為{\displaystyle w_{1}}、{\displaystyle w_{2}}、{\displaystyle w_{3}}、……，則這混合態量子系統的密度算符{\displaystyle \rho }定義為
{\displaystyle \rho \ {\stackrel {def}{=}}\ \sum _{i}w_{i}|\psi _{i}\rangle \langle \psi _{i}|}。
注意到所有機率的總和為1：
{\displaystyle \sum _{i}w_{i}=1}。
將先前對於純態的可分性所做的定義加以延伸，具有可分性的兩體混合態，其密度算符可以寫為:131-132
{\displaystyle \rho =\sum _{i}w_{i}\rho _{i,A}\otimes \rho _{i,B}}；
其中，{\displaystyle w_{i}}是正實值係數，可以詮釋為機率，{\displaystyle \rho _{i,A}}是子系統A的一組密度算符，{\displaystyle \rho _{i,B}}是子系統B的一組密度算符。
假若兩體混合態可以以上述方程式表示，則這混合態具有可分性，其量子系統遵守貝爾不等式，不被量子糾纏；否則，這混合態具有不可分性，是糾纏態，其量子系統被量子糾纏，但並不一定會違反貝爾不等式:131-132。
一般而言，很不容易辨識任意混合態量子系統到底是否被量子糾纏。一般兩體案例已被證明為NP困難。對於{\displaystyle 2\times 2}與{\displaystyle 2\times 3}案例，佩雷斯-霍羅德基判據（Peres-Horodecki criterion）是可分性的充要條件。
怎樣做實驗製成混合態？試想非偏振態光子是怎樣製成的。一種方法是利用處於動力學平衡的系統，這系統擁有很多個微觀態（microstate），伴隨每一個微觀態都有其發生的機率（波茲曼因子），它們會因熱力學漲落（thermal fluctuation）從一個微觀態變換到另一個微觀態。熱力學隨機性可以解釋白熾燈怎樣發射非偏振光子。另一種方法是引入不確定性於系統的製備程序，例如，將光束通過表面粗糙的雙折射晶體，使得光束的不同部分獲得不同偏振。第三種方法應用EPR機制，有些放射性衰變會發射兩個光子朝著反方向移動離開，這糾纏系統的量子態為{\displaystyle (|R,L\rangle +|L,R\rangle )/{\sqrt {2}}}；其中，{\displaystyle |R\rangle }、{\displaystyle |L\rangle }分別為右旋圓偏振態、左旋圓偏振態。整個系統是處於純態，但是每一個光子子系統的物理行為如同非偏振態光子，從分析光子子系統的約化密度算符，可以得到這結論。

### 約化密度算符
約化密度算符的點子最先由保羅·狄拉克於1930年提出。假設由兩個子系統A、B所組成的複合系統，其量子態為純態{\displaystyle |\psi \rangle }，其密度算符{\displaystyle \rho }為
{\displaystyle \rho =|\psi \rangle \langle \psi |}。
這密度算符也是投影算符，能夠將複合系統的希爾伯特空間{\displaystyle H_{AB}}裏的任意量子態{\displaystyle |\phi \rangle }投影到量子態{\displaystyle |\psi \rangle }：
{\displaystyle \rho |\phi \rangle =|\psi \rangle \langle \psi |\phi \rangle }。
取密度算符{\displaystyle \rho }對於子系統B的偏跡數，可以得到子系統A的約化密度算符{\displaystyle \rho _{A}}：
{\displaystyle \rho _{A}\ {\stackrel {\mathrm {def} }{=}}\ \sum _{j}\langle b_{j}|_{B}\left(|\psi \rangle \langle \psi |\right)|b_{j}\rangle _{B}={\hbox{Tr}}_{B}(\rho )}。
例如，先前提到的糾纏態{\displaystyle |\psi \rangle _{AB}=(|0\rangle _{A}\otimes |1\rangle _{B}-|1\rangle _{A}\otimes |0\rangle _{B})/{\sqrt {2}}}，其子系統A的約化密度算符{\displaystyle \rho _{A}}為
{\displaystyle \rho _{A}={\frac {1}{2}}{\bigg (}|0\rangle _{A}\langle 0|_{A}+|1\rangle _{A}\langle 1|_{A}{\bigg )}}。
如同預想，這公式演示出，子系統A的約化密度算符{\displaystyle \rho _{A}}為混合態。

### 馮紐曼熵
在量子統計力學（quantum statistical mechanics）裏，馮紐曼熵（von Neumann entropy）是經典統計力學關於熵概念的延伸。對於約化密度矩陣為{\displaystyle \rho _{A}}的糾纏態，馮紐曼熵的定義為:301
{\displaystyle S_{1}\ {\stackrel {def}{=}}\ -\sum _{i}\omega _{i}\log \omega _{i}}；
其中，{\displaystyle \omega _{i}}是約化密度矩陣{\displaystyle \rho _{A}}的第{\displaystyle i}個本徵態的本徵值。從這形式可以推論馮紐曼熵與經典信息論裏的夏農熵相關。
由於一個被定義在A部份的算符{\displaystyle O_{A}}的期望值{\displaystyle \langle O_{A}\rangle }是
{\displaystyle \langle O_{A}\rangle =\sum _{i}\omega _{i}\langle \omega _{i}|O_{A}|\omega _{i}\rangle }
可以視每一個本徵值{\displaystyle \omega _{i}}為處於本徵態{\displaystyle |\omega _{i}\rangle }的機率。若{\displaystyle O_{A}=1}是單位矩陣，則可發現所有的機率{\displaystyle \omega _{i}}總和為1。
從定義的數學形式來看，假若探測到第{\displaystyle i}個本徵態的機率為{\displaystyle \omega _{i}=0}，則貢獻的馮紐曼熵為
{\displaystyle \lim _{\omega _{i}\to 0}(\omega _{i}\log \omega _{i})=0}
假若{\displaystyle \rho _{A}}是一個純態，則只有其中一個本徵態{\displaystyle |\omega _{i}\rangle }被探測到的機率為{\displaystyle \omega _{i}=1}，其他的本徵值都是零，所以純態的馮紐曼熵為
{\displaystyle 1\log 1=0}
因此從數學而言，馮紐曼熵的下極限為零。馮紐曼熵愈大表示{\displaystyle \omega _{i}}的機率分佈愈平均，所以對於一個{\displaystyle N\times N}的約化密度矩陣，
每一個本徵態出現的機率都是{\displaystyle 1/N}，馮紐曼熵是
{\displaystyle S_{1}=-\sum _{i}\left({\frac {1}{N}}\log {\frac {1}{N}}\right)=\log N}。
馮紐曼熵可以被視為量子系統無序現象的一種度量，純態的馮紐曼熵最小，數值為{\displaystyle 0}，而完全隨機混合態的馮紐曼熵最大，數值為{\displaystyle \log N}。

### 倫伊熵
倫伊熵（Rényi entropy）以匈牙利數學家倫伊·阿爾弗雷德命名，可視為馮紐曼熵的一種推廣。定義為
{\displaystyle S_{\alpha }={\frac {1}{1-\alpha }}\log \left(\sum _{i}\omega _{i}^{\alpha }\right)}
其中，{\displaystyle \alpha \geq 0}是一個實數。當取極限{\displaystyle \alpha \to 1}時，倫伊熵就是馮紐曼熵。

### 量子糾纏度量

對於兩體純態系統，糾纏度量（豎軸）與任意本徵值（橫軸）的關係曲線。當本徵值為0.5時，糾纏度量最大，這純態是最大糾纏態。

量子糾纏與量子系統失序現象、量子信息喪失程度密切相關。量子糾纏越大，則子系統越失序，量子信息喪失越多；反之，量子糾纏越小，子系統越有序，量子信息喪失越少。因此，馮紐曼熵可以用來定量地描述量子糾纏，另外，還有其它種度量也可以定量地描述量子糾纏。對於兩體複合系統，這些糾纏度量較常遵守的幾個規則為:129-130
1. 糾纏度量必須映射從密度算符至正實數。
2. 假若整個複合系統不處於糾纏態，則糾纏度量必須為零。
3. 對於純態複合系統，糾纏度量必需約化為馮紐曼熵。
4. 對於命定性的定域運算與經典通訊（local operation and classical communication）變換，糾纏度量不會增加。

對於兩體純態{\displaystyle |\psi \rangle _{AB}}，根據施密特分解（Schimidt decomposition）:129-130
{\displaystyle S_{A}=S_{B}=-\sum _{i}\omega _{i}\log \omega _{i}}；
其中，{\displaystyle S_{A}}、{\displaystyle S_{B}}分別為子系統A、B的馮紐曼熵，{\displaystyle \omega _{i}}是先前提到的子系統A約化密度算符的幾個本徵值之一。
所以，整個複合系統的糾纏度量{\displaystyle S(\rho )}可以設定為任意子系統A或B的馮紐曼熵：
{\displaystyle S(\rho )=-\sum _{i}\omega _{i}\log \omega _{i}}；
對於兩體純態{\displaystyle |\psi \rangle _{AB}}，假若子系統的約化密度矩陣是對角矩陣
{\displaystyle \varrho ={\frac {1}{N}}{\begin{bmatrix}1&0&0&\cdots &0\\0&1&0&\cdots &0\\0&0&1&\cdots &0\\\vdots &\vdots &\vdots &\ddots &\vdots \\0&0&0&\cdots &1\\\end{bmatrix}}} ，
則這兩體純態具有最大可能的糾纏度量{\displaystyle S(\rho )=\log N}，但是它的子系統也完全失序，並且無法預測對於子系統做測量得到的結果，只能預測兩個子系統之間的量子關聯。
順帶一題，一個{\displaystyle N\times N}的對稱矩陣，每個矩陣元皆以亂數決定形成一個隨機矩陣，對角化之後得到的{\displaystyle N}個本徵值並不等於{\displaystyle 1/N}，而是一個半圓分佈，因此隨機矩陣的馮紐曼熵並不是{\displaystyle \log N}。對於兩體純態，馮紐曼熵和倫伊熵都能夠量度量子糾纏，因為它能夠滿足某些量度量子糾纏必須遵守的判據。雖然如此，但是馮紐曼熵具有熱力學熵的相加性，倫伊熵則沒有熱力學熵的相加性。
至於混合態，目前量度量子糾纏並沒有好的方法。

## 量子糾纏與不可分性
假設一個量子系統是由幾個處於量子糾纏的子系統組成，而整體系統所具有的某種物理性質，子系統不能私自具有，這時，不能夠對子系統給定這種物理性質，只能對整體系統給定這種物理性質，它具有「不可分性」。不可分性不一定與空間有關，處於同一區域的幾個物理系統，只要彼此之間沒有任何糾纏，則它們各自可擁有自己的物理性質。物理學者艾雪·佩雷斯給出不可分性的數學定義式，可以計算出整體系統到底具有可分性還是不可分性。假設整體系統具有不可分性，並且這不可分性與空間無關，則可將它的幾個子系統分離至兩個相隔遙遠的區域，這動作凸顯出不可分性與定域性的不同──雖然幾個子系統分別處於兩個相隔遙遠的區域，仍舊不可將它們個別處理。在EPR佯谬裏，由於兩個粒子分別處於兩個相隔遙遠的區域，整體系統被認為具有可分性，但因量子糾纏，整體系統實際具有不可分性，整體系統所具有明確的自旋z分量，兩個粒子各自都不具有:52-53。

## 應用
量子糾纏是一種物理資源，如同時間、能量、動量等等，能夠萃取與轉換。應用量子糾纏的機制於量子信息學，很多平常不可行的事務都可以達成：
- 量子密鑰分發能夠使通信雙方共同擁有一個隨機、安全的密鑰，來加密和解密信息，從而保證通信安全。在量子密鑰分發機制裏，給定兩個處於量子糾纏的粒子，假設通信雙方各自接受到其中一個粒子，由於測量其中任意一個粒子會摧毀這對粒子的量子糾纏，任何竊聽動作都會被通信雙方偵測發覺。
- 密集編碼（superdense coding）應用量子糾纏機制來傳送信息，每兩個經典位元的信息，只需要用到一個量子位元，這科技可以使傳送效率加倍。
- 量子隱形傳態應用先前發送點與接收點分享的兩個量子糾纏子系統與一些經典通訊技術來傳送量子態或量子信息（編碼為量子態）從發送點至相隔遙遠距離的接收點[33]。
- 量子算法（quantum algorithm）的速度時常會勝過對應的經典算法很多。但是，在量子算法裏，量子糾纏所扮演的角色，物理學者尚未達成共識。有些物理學者認為，量子糾纏對於量子算法的快速運算貢獻很大，但是，只倚賴量子糾纏並無法達成快速運算[32]:93。
- 在量子計算機體系結構裏，量子糾纏扮演了很重要的角色。例如，在一次性量子計算機（one-way quantum computer）的方法裏，必須先製備出一個多體糾纏態，通常是圖形態（graph state）或簇態（cluster state），然後藉著一系列的測量來計算出結果。

### 不同種類的糾纏態
以下列出一些常遇到的糾纏態：
貝爾態（Bell state）有兩個量子位元{\displaystyle |\ \rangle _{A}}、{\displaystyle |\ \rangle _{B}}：
{\displaystyle |\Phi ^{\pm }\rangle ={\frac {1}{\sqrt {2}}}(|0\rangle _{A}\otimes |0\rangle _{B}\pm |1\rangle _{A}\otimes |1\rangle _{B})}、
{\displaystyle |\Psi ^{\pm }\rangle ={\frac {1}{\sqrt {2}}}(|0\rangle _{A}\otimes |1\rangle _{B}\pm |1\rangle _{A}\otimes |0\rangle _{B})}。
這四個純態都是最大糾纏態（根據馮紐曼熵計算），它們共同形成規範正交基在兩個量子位元的希爾伯特空間裏。貝爾定理主要使用貝爾態來做出重要論述。
GHZ態（GHZ state）的量子位元數{\displaystyle M}大於2，以方程式表示為
{\displaystyle |\mathrm {GHZ} \rangle ={\frac {|0\rangle ^{\otimes M}+|1\rangle ^{\otimes M}}{\sqrt {2}}}}。
假若{\displaystyle M=2}，這方程式約化為貝爾態{\displaystyle |\Phi ^{+}\rangle }的方程式。通常，GHZ態的量子位元數為{\displaystyle M=3}，是一種特別的三體系統。量子三元（qutrit）是量子位元的推廣。量子三元的三個基態分別為{\displaystyle |0\rangle }、{\displaystyle |1\rangle }、{\displaystyle |2\rangle }。自旋為1的粒子，其自旋自由度有三，所對應的本徵值為+1, 0, -1，此種粒子可用來製備量子三元。
NOON態（NOON state）是兩個項目的量子疊加，一個項目是{\displaystyle N}個粒子處於量子態{\displaystyle a}與{\displaystyle 0}個粒子處於量子態{\displaystyle b}，另一個項目是{\displaystyle 0}個粒子處於量子態{\displaystyle a}與{\displaystyle N}個粒子處於量子態{\displaystyle b}：
{\displaystyle |\psi _{\mathrm {NOON} }\rangle =(|N\rangle _{a}|0\rangle _{b}+|0\rangle _{a}|N\rangle _{b})/{\sqrt {2}}}。
在量子計量學（quantum metrology）裏，光學干涉儀利用NOON態來準確地量度相位:23-26。

### 糾纏系統的製備

Ca^{40}激發態的兩種衰變路徑，其分別對應的兩個量子態由於量子疊加，衰變過程中發射的兩個光子被糾纏在一起。在此圖中，淡綠色、淡藍色波形線分別表示551.3nm波長與422.7nm波長的光子，是總角量子數，是磁量子數。

量子糾纏通常是因為亞原子粒子直接耦合而產生的。早期，原子級聯就是用來製備糾纏態的一種方法。例如，處於激發態的鈣原子，會先後發射出兩個光子，因此衰變至基態。假若第一個光子具有左旋圓偏振，則第二個光子具有左旋圓偏振；假若第一個光子具有右旋圓偏振，則第二個光子具有右旋圓偏振。假若不做測量，則不能知道到底哪個光子具有左旋圓偏振，哪個光子具有右旋圓偏振。因此這兩個光子被糾纏在一起，糾纏態為分別描述這兩種組合的兩個直積態的疊加：{\displaystyle (|L\rangle _{1}|L\rangle _{2}+|R\rangle _{1}|R\rangle _{2})/{\sqrt {2}}}；其中，{\displaystyle |L\rangle }、{\displaystyle |R\rangle }分別是左旋圓偏振態、右旋圓偏振態，下標{\displaystyle 1}、{\displaystyle 2}分別標示第一個、第二個光子:18-19。
現今最常用的方法之一是自發參量下轉換。這自發參量下轉換方法的一種實現是照射激光束於偏硼酸鋇晶體（beta-barium borate crystal，一種非線性晶體），大多數光子會穿透過晶體，只有少數光子，會因第二型自發參量下轉換，生成一對一對的孿生光子。這些孿生光子對的直線軌道分別包含於兩個圓錐面，如引言段落的繪圖所示，一個圓錐面包含水平偏振軌道，另一個圓錐面包含垂直偏振軌道，而兩個圓錐面的交集是兩條直線，軌道為這兩條直線的兩個光子可以具有水平偏振或垂直偏振，假若一個具有水平偏振，則另一個具有垂直偏振；假若一個具有垂直偏振，則另一個具有水平偏振。假若不做測量，則不能知道到底哪個光子具有水平偏振，哪個光子具有垂直偏振，因此，這兩個偏振相互垂直的光子糾纏在一起，糾纏態為{\displaystyle (|H\rangle _{1}|V\rangle _{2}+|V\rangle _{1}|H\rangle _{2})/{\sqrt {2}}}；其中，{\displaystyle |H\rangle }是水平偏振，{\displaystyle |V\rangle }是垂直偏振:205。
在凝聚態量子計算機裏，最具有潛力的候選之一是量子點科技。量子點是一種半導體奈米晶體，能夠束縛激子於微小三維空間內。激子是一對電子與電洞因靜電庫侖作用相互吸引而構成的束縛態。假若電子與電洞復合，造成激子衰變，過剩能量會以光子形式發射釋出。在量子點裏，也可能找到雙激子（biexciton），這是由兩個電子與兩個電洞組成的束縛態。雙激子會先發射一個光子，衰變成一個激子，然後再發射一個光子，衰變至基態。假若第一個光子具有水平偏振，則第二個光子也具有水平偏振，否則，兩個光子都具有垂直偏振。這兩種過程疊加而生成一對偏振糾纏的光子，其糾纏態為{\displaystyle (|H\rangle _{1}|H\rangle _{2}+|V\rangle _{1}|V\rangle _{2})/{\sqrt {2}}}:20-21。
在光学谐振腔內，里德伯原子會因拉比振動發射或吸收光子的機制，應用這機制來交換光子，兩個或三個里德伯原子可以形成糾纏態。
幾個囚禁在離子阱內的囚禁離子可以被糾纏在一起。給定離子的兩個內態分別為基態{\displaystyle |g\rangle }與激發態{\displaystyle |e\rangle }，每一種內態都有其特定的內能。囚禁在諧振子位勢內的離子會擁有離散的振動能級{\displaystyle n}與對應的振動能態{\displaystyle |n\rangle }。照射邊帶頻率（sandband frequency）{\displaystyle \Omega \pm \omega _{n}}激光於離子，可以將內態與振動能級態糾纏在一起，糾纏態為{\displaystyle |g,n\rangle +|e,n\pm 1\rangle }；其中，{\displaystyle \Omega }是{\displaystyle |g\rangle }與{\displaystyle |e\rangle }之間的拉比頻率，{\displaystyle \omega _{n}}是振動能級{\displaystyle n}與{\displaystyle n\pm 1}之間的頻率差。

## 自然糾纏系統
多電子原子的電子殼層總是由糾纏電子組成。 只有考慮電子糾纏才能計算出正確的電離能。

## 時間奧秘
亞瑟·愛丁頓認為，能量的緩慢散佈是時間流向不可逆反的證據。但是，從基本的物理定律，並無法觀測到時間流向；順著時間流向或逆著時間流向，這些物理定律都能同樣成立，這引起物理學者極大的困惑，他們只能從熱力學的統計分佈給出時間流向的理論論述。物理學者賽斯·勞埃德（Seth Lloyd）在1988年博士論文裏猜想，量子糾纏是時間流向的源頭；時間的流向是關聯遞加的方向，這機制源自於量子糾纏。起初，這點子並未受到學術界重視。後來，越來越多物理學者在這方面有所突破，他們發現了時間流向的更基礎源頭，微觀粒子彼此相互作用產生量子糾纏，因此形成能量散佈與平衡的現象，關於微觀粒子的信息通過量子糾纏機制，從一至十、從十至百，逐步洩露到整個環境，因此顯示出時間流向。
有些物理學者主張，時間是一種從量子糾纏衍生出來的凸顯現象。於1960年代提出的惠勒－德威特方程式嘗試將量子力學與廣義相對論連結在一起，但是，這方程式並沒有將時間納入考量，因此引發了時間問題（problem of time）。直到1983年為止，這是學術界一大難題。在那年，檔恩·佩吉（Don Page）與威廉·烏特斯（William Wooters）找到一個建基於量子糾纏現象的解答，說明怎樣用量子糾纏來測量時間。
2013年，義大利都靈的國立計量研究院（Istituto Nazionale di Ricerca Metrologica）實驗團隊完成實驗檢試佩吉與烏特斯的點子，證實這點子值得進一步研究。

## 蟲洞

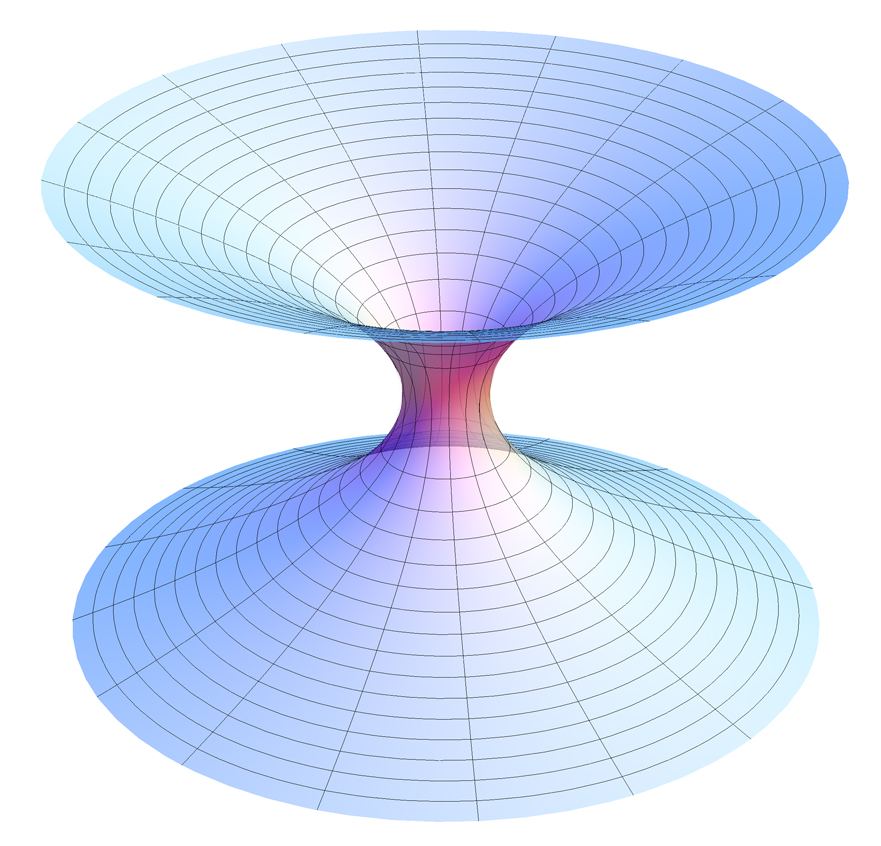
洛伦兹蟲洞（史瓦西蟲洞）的電腦繪圖。

將兩個黑洞糾纏在一起，然後再將它們分離，就可製成一個蟲洞連結在它們之間。2013年，史丹福大學教授李奧納特·色斯金與普林斯頓高等研究院教授胡安·馬爾達西那共同提出了ER=EPR猜想，认为兩個量子糾纏的粒子彼此之間的連結是一個蟲洞。將這論述加以延伸，物理學者質疑，蟲洞的連結與量子糾纏的連結是同一種現象，只有系統的尺寸如同天壤之別。類似地從弦理論來檢視，糾纏兩個夸克也會有同樣的作用。
這些理論結果為一些新理論提供支持。這些新理論表明，引力與它的物理性質不是基礎的，而是來自於量子糾纏。雖然量子力學正確地描述在微觀層次的相互作用，它尚未能夠解釋引力。量子引力理論應該能夠演示出古典引力不是基礎的，就如同阿爾伯特·愛因斯坦所提議，而是從更基礎的量子現象產生。
施溫格效應（Schwinger effect）從真空生成的糾纏粒子對，處於電場的作用下，可以被捕獲，不讓它們湮滅回真空。這些被捕獲的粒子相互糾纏，可以映射到閔可夫斯基時空。閔可夫斯基時空的意思為三維的空間和一維的時間，也被人們常誤會為四維空間。與之不同，有些物理學者認為，引力存在於第五維。按照愛因斯坦的定律，將時空彎曲與變形。
根據全息原理（holographic principle），所有在第五維的事件可以變換為在其它四維的事件，因此，在糾纏粒子被生成的同時，蟲洞也被生成。更基礎地，這論述建議，引力與它彎曲時空的能力來自於量子糾纏。

## 案例
以兩顆向相反方向移動但速率相同的電子為例，即使一顆行至太陽邊，一顆行至冥王星邊，在如此遙遠的距離下，它們仍保有關聯性（correlation）；亦即當其中一顆被操作（例如量子測量）而狀態發生變化，另一顆也會即時發生相應的狀態變化。如此現象導致了鬼魅似的超距作用之猜疑，彷彿兩顆電子擁有超光速的秘密通信一般，似與狹義相對論中所謂的定域性原理相違背。這也是當初阿爾伯特·愛因斯坦與同僚玻理斯·波多斯基、納森·羅森於1935年提出的EPR佯谬來質疑量子力學完備性的理由。
具有量子纏結的兩顆電子——電子1和電子2，其自旋性質之纏結態可以下面式子為例：
{\displaystyle \Psi =(|00\rangle _{12}+|11\rangle _{12})/{\sqrt {2}}=(|0\rangle _{1}\otimes |0\rangle _{2}+|1\rangle _{1}\otimes |1\rangle _{2})/{\sqrt {2}}}
無法寫成{\displaystyle |\psi \rangle _{1}\otimes |\phi \rangle _{2}}，即兩個量子態的張量積。
下標1和2表示這是電子1和電子2的量子態，採取{\displaystyle |0\rangle }表示自旋的{\displaystyle z}方向分量向上，{\displaystyle |1\rangle }表示自旋的{\displaystyle z}方向分量向下。
太陽邊的科學家決定對電子1做投影式量子測量，其測到的隨機性結果不是{\displaystyle |0\rangle }就是{\displaystyle |1\rangle }。當其測量結果顯示為狀態{\displaystyle |0\rangle }，則冥王星的科學家在此之後，或很近、或較遠的時間點對電子2做測量，必定會測到{\displaystyle |0\rangle }的狀態。因為投影式量子測量已經將原先量子態{\displaystyle (|00\rangle _{12}+|11\rangle _{12})/{\sqrt {2}}}選擇性地塌縮到{\displaystyle |00\rangle _{12}}，也可寫成{\displaystyle |0\rangle _{1}|0\rangle _{2}}或{\displaystyle |0\rangle _{1}\otimes |0\rangle _{2}}。這樣，可以從電子1狀態是{\displaystyle |0\rangle }知道選擇到{\displaystyle |00\rangle }這一邊。
注意到：{\displaystyle |0\rangle _{1}\otimes |0\rangle _{2}}已經是兩個成員系統各自量子態的張量積，所以測量後狀態已非纏結態。

## 外部連結
- 《史丹佛哲學百科全書》網頁內容：量子糾纏與信息 （页面存档备份，存于）
- 《科学美国人》網頁內容：Was Einstein Wrong?: A Quantum Threat to Special Relativity （页面存档备份，存于）
- 公民百科條目：Citizendium: Entanglement （页面存档备份，存于）
- 科學人雜誌—狹義相對論的危機 （页面存档备份，存于）、活生生的量子世界 （页面存档备份，存于）
- 國家地理頻道—YouTube上的BBC 影片之量子力學：什麼是「纏結」？(一)、YouTube上的BBC 影片之量子力學：纏結真的存在嗎？(二)